# Australische Cricket-Nationalmannschaft in England in der Saison 1882
Die Tour der australischen Cricket-Nationalmannschaft nach England in der Saison 1882 fand vom 28. bis zum 29. August 1882 statt. Die internationale Cricket-Tour war Bestandteil der Internationalen Cricket-Saison 1882 und umfasste einen Test, der als Auslöser der Ashes betrachtet wird. Australien gewann diesen mit 7 Runs.

## Vorgeschichte
Für beide Mannschaften war es die erste Tour der Saison.
Das letzte Aufeinandertreffen der beiden Mannschaften bei einer Tour fand in der Saison 1881/82 in Australien statt.

## Stadien
Das folgende Stadien wurden für die Tour als Austragungsort vorgesehen.
| Stadion  | Stadt  | Kapazität | Spiele  |
| -------- | ------ | --------- | ------- |
| The Oval | London | 23.500    | 1. Test |

## Kaderlisten
Die Mannschaften benannten die folgenden Kader.
| Test | Test |
| England | Australien |
| --- | --- |
| - Monkey Hornby (K) - Dick Barlow - Billy Barnes - W. G. Grace - George Ulyett - Bunny Lucas - Alfred Lyttelton (wk) - Ted Peate - Maurice Read - Allan Steel - Charles Studd | - Billy Murdoch (K) - Alec Bannerman - Jack Blackham (wk) - George Bonnor - Harry Boyle - Tom Horan - Sammy Jones - Tom Garrett - George Giffen - Hugh Massie - Frederick Spofforth |

## Tour Matches
| 15. – 17. Mai Scorecard | Oxford | Australians 362 (157) & 64-1 (26.2) | – | Oxford University 189 (100.3) & 234 (119.3) (f/o) |
|                         |        | Australians gewinnt mit 9 Wickets   |   |                                                   |

| 17. – 19. Mai Scorecard | Hove | Sussex 95 (70.2) & 193 (118)                      | – | Australians 643 (260.1) & Australians gewinnt mit 355 Runs |
|                         |      | Australien gewinnt mit einem Innings und 355 Runs |   |                                                            |

| 22. – 24. Mai Scorecard | Twickenham | Orleans Club 271 (158.2) | – | Australians 75 (43.1) & 240-9 (157) (f/o) |
|                         |            | Remis                    |   |                                           |

| 25. – 27. Mai Scorecard | London (Oval) | Surrey 170 (80.1) & 48 (37)      | – | Australians 100 (100.1) & 119-4 (67.3) |
|                         |               | Australien gewinnt mit 6 Wickets |   |                                        |

| 29. – 31. Mai Scorecard | Cambridge | Australians 139 (80.2) & 291 (159)         | – | Cambridge University 266 (159.1) & 168-4 (91) |
|                         |           | Cambridge University gewinnt mit 6 Wickets |   |                                               |

| 1. – 3. Juni Scorecard | Manchester | Australians 259 (153) & 129-6 (143.1) | – | Lancashire 118 (62.1) & 269 (88.3) (f/o) |
|                        |            | Australians gewinnt mit 4 Wickets     |   |                                          |

| 5. – 7. Juni Scorecard | Bradford | Australians 128 (85.3) & 135 (88.1) | – | Yorkshire 146 (98.2) & 30-3 (28) |
|                        |          | Remis                               |   |                                  |

| 8. – 10. Juni Scorecard | Nottingham | Australians 142 (129.2) & 106 (97) | – | Nottinghamshire 110 (86.1) & 12-1 (14) |
|                         |            | Remis                              |   |                                        |

| 8. – 10. Juni Scorecard | Nottingham | Australians 142 (129.2) & 106 (97) | – | Nottinghamshire 110 (86.1) & 12-1 (14) |
|                         |            | Remis                              |   |                                        |

| 12. – 14. Juni Scorecard | Derby | Nottinghamshire 106 (78.1) & 77 (58.3)             | – | Australians 292 (169) |
|                          |       | Australians gewinnt mit einem Innings und 109 Runs |   |                       |

| 19. – 21. Juni Scorecard | Sheffield | Yorkshire 92 (81.1) & 153 (104)   | – | Australians 148 (136) & 99-4 (58) |
|                          |           | Australians gewinnt mit 6 Wickets |   |                                   |

| 22. – 24. Juni Scorecard | London (Oval) | Australians 334 (235.2)                         | – | Gentlemen of England 182 (120.2) & 151 (98.2) (f/o) |
|                          |               | Australians gewinnt mit einem Innings und 1 Run |   |                                                     |

| 26. – 28. Juni Scorecard | Chichester | Australians 501 (279)                              | – | United England Eleven 166 (94.3) & 72 (55.3) |
|                          |            | Australians gewinnt mit einem Innings und 263 Runs |   |                                              |

| 27. – 28. Juli Scorecard | Edinburgh | Australians 159 (110.2)                           | – | Schottland 67 (41) & 74 (44.3) (f/o) |
|                          |           | Australians gewinnt mit einem Innings und 18 Runs |   |                                      |

| 29. Juli Scorecard | Edinburgh | Australians 122 (67.3)           | – | Schottland 167-7 (64.3) |
|                    |           | Schottland gewinnt mit 7 Wickets |   |                         |

## Test in London
| 28. – 29. August Scorecard | London (Oval) | Australien 63 (80) & 122 (63) | – | England 101 (71.3) & 77 (55) |
|                            |               | Australien gewinnt mit 7 Runs |   |                              |

Australien gewann den Münzwurf und entschied sich, als Schlagmannschaft zu beginnen. Nachdem für sie der dritte Schlagmann Billy Murdoch 13 Runs erreicht hatte, dauerte es bis Jack Blackham und Tom Garrett eine Partnerschaft formen konnten. Garrett erreichte 10 Runs und Blackham erzielte 17 Runs. Nach 63 Runs fiel das letzte Wicket. Beste englische Bowler waren Dick Barlow mit 5 Wickets für 19 Runs und Ted Peate mit 4 Wickets für 31 Runs. Für England konnte Eröffnungs-Batter Dick Barlow 11 Runs erreichen, bevor George Ulyett 26 Runs erzielte. Erst Maurice Read konnte sich dann etablieren und an seiner Seite erreichte Allan Steel 14 Runs. Read beendete das Innings dann ungeschlagen mit 19* Runs und ermöglichte so einen Vorsprung von 38 Runs. Bester australischer Bowler war Frederick Spofforth mit 7 Wickets für 46 Runs. Danach wurde das Spiel für den Tag dann beendet. Am zweiten Tag formten für Australien die Eröffnungs-Batter Alex Bannerman und Hugh Massie eine Partnerschaft. Massie schied nach einem Fifty über 55 Runs aus und ihm folgte Billy Murdoch. Nachdem Bannermann 13 Runs erzielt hatte, verlor Murdoch sein Wicket nach 29 Runs und so wurde England eine Vorgabe von 85 Runs gesetzt. Bester englischer Bowler war Ted Peate mit 4 Wickets für 40 Runs. Für England begann W. G. Grace und an seiner Seite erreichte George Ulyett 11 Runs. Daraufhin schied auch Grace nach 32 Runs aus und nachdem Alfred Lyttelton 12 Runs erzielte, gelang es keinem Batsman mehr sich zu etablieren. So fehlten letztendlich 8 Runs für den Sieg. Beste australische Bowler waren Frederick Spofforth mit 7 Wickets für 44 Runs und Harry Boyle mit 3 Wickets für 19 Runs.

## Statistiken
Die folgenden Cricketstatistiken wurden bei der Ashes-Serie erzielt:
| Tests               | Tests      | Tests   | Tests   | Tests   | Tests   | Tests   | Tests   | Tests   |
| Batting             | Batting    | Batting | Batting | Batting | Batting | Batting | Batting | Batting |
| Spieler             | Mannschaft | Spiele  | Innings | Runs    | Average | HS      | 100s    | 50s     |
| ------------------- | ---------- | ------- | ------- | ------- | ------- | ------- | ------- | ------- |
| Hugh Massie         | Australien | 1       | 2       | 56      | 28,00   | 55      | 0       | 1       |
| Billy Murdoch       | Australien | 1       | 2       | 42      | 21,00   | 29      | 0       | 0       |
| George Ulyett       | England    | 1       | 2       | 37      | 18,50   | 26      | 0       | 0       |
| W. G. Grace         | England    | 1       | 2       | 36      | 18,00   | 32      | 0       | 0       |
| Jack Blackham       | Australien | 1       | 2       | 24      | 12,00   | 17      | 0       | 0       |
| Bowling             |            |         |         |         |         |         |         |         |
| Spieler             | Mannschaft | Spiele  | Overs   | Wickets | Average | BBI     | 5W      | 10W     |
| Frederick Spofforth | England    | 1       | 64.3    | 14      | 6,42    | 7/44    | 2       | 1       |
| Ted Peate           | England    | 1       | 59.0    | 8       | 8,86    | 4/31    | 0       | 0       |
| Harry Boyle         | Australien | 1       | 39.0    | 5       | 8,60    | 3/19    | 0       | 0       |
| Dick Barlow         | Australien | 1       | 44.0    | 5       | 9,19    | 5/19    | 1       | 0       |
| Allen Steel         | England    | 1       | 9.0     | 2       | 8,00    | 2,15    | 0       | 0       |
| George Ulyett       | Australien | 1       | 15.0    | 2       | 10,50   | 1/10    | 0       | 0       |

## Nach dem Test
Die englische Niederlage fand große Beachtung in der britischen Presse. Erstmals verlor England ein wichtiges Spiel gegen Australien auf heimischen Boden und so schrieb die Sporting Times:

"In Affectionate Remembrance OF ENGLISH CRICKET, WHICH DIED AT THE OVAL ON 29th AUGUST, 1882, Deeply lamented by a large circle of sorrowing friends and acquaintances. R. I. P. N.B.--The body will be cremated and the ashes taken to Australia,"

In der folgenden Serie in Australien wurden dann erstmals die Ashes ausgetragen.